# ヴァシーリー・トロピーニン
ヴァシーリー・アンドレーエヴィチ・トロピーニン（ロシア語: Василий Андреевич Тропинин; 1776年3月30日（ユリウス暦3月19日） - 1857年5月16日（ユリウス暦5月3日））は、ロシアのロマン主義画家。生涯の大半を農奴として過ごし、40歳を越えるまで自由を獲得できなかった。最も重要な3作は 『アレクサンドル・プーシキンの肖像』や、『レースメーカー』、『ゴールドシート』といった絵画。

## 生涯

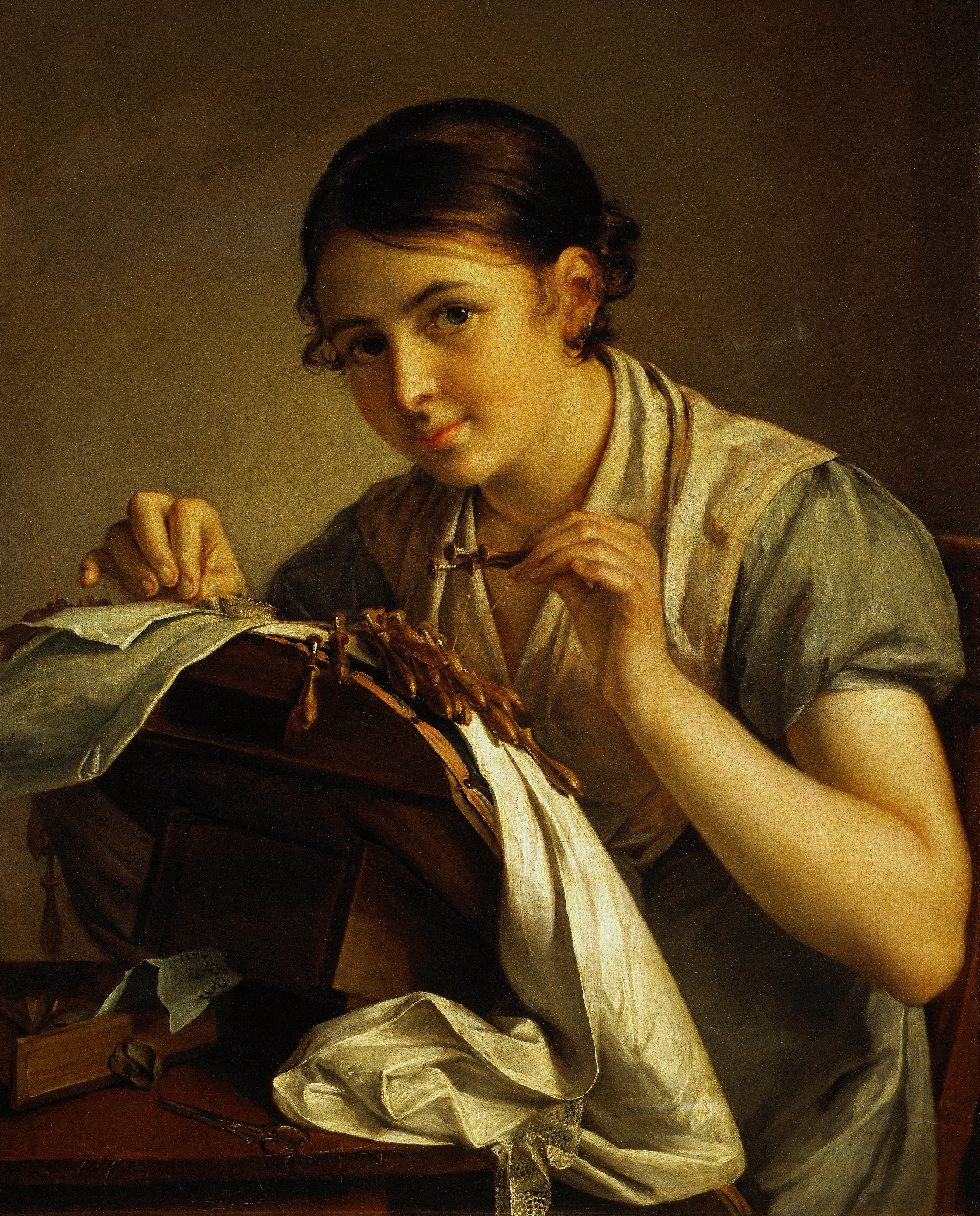
Lace making beauty, 1823

ノヴゴロド県コルポヴォ村の伯爵ミュンニヒの農奴として誕生したあとミュンニヒの娘の持参財の一部として伯爵モルコフに譲渡された。 まもなく彼はペテルブルクにて製菓業の商いを学ぶため派遣された。トロピーニンは商いを学ぶよりも隠れて帝国芸術アカデミーの無料の描画授業に通っていた。
1799年、トロピーニンの農奴主はトロピーニンが専攻課程の学生(Postoronny uchenik)としてアカデミーで勉強することを許可した。彼はS・S・シュキンより教えを受け、さらにアカデミーの学長アレクサンドル・セルゲイェーヴィチ・ストロガノフから援助を受けた。1804年にトロピーニンの作品『Boy Grieving for a Dead Bird』がアカデミーの展覧会で展示されたそのときロシアの皇后（おそらくマリア・フョードロヴナ (パーヴェル1世皇后)）から注目を浴びた。
成功した夜明け、モルコフ伯爵はトロピーニンをペテルブルクからウクライナの領地クパフカに呼び戻した。 トロピーニンは下男、菓子職人として任命された。 すぐに所有者は心を変えて、トロピーニンにヨーロッパやロシアの画家の絵画を複写させ、モルコフの肖像画を描かせた。さらにトロピーニンは地元の教会を描いた。トロピーニンはウクライナで約20年あまりの生涯を過ごし、この時代の作品の多くはウクライナの人々や、ウクライナ地方においてであった。
ずっとトロピーニンは作品の研究を続けていた。 肖像画家としてすっかり定着した彼はこう書いている:
| 「 | 私はアカデミーで・・・少しだけ勉強したんだけれども、しかし小ロシアにおいて・・・学んだんだ。そこで私は休むことなくあるがままに素描し、ありとあらゆる事物や人々を描いてゆく、そして、これら作品は今までで私が作ったものの中で最高でした。 | 」 |

この頃で最も優れたな諸作品は『Portrait of A. I. Tropinina, the Artist's Wife』 (1809年)、『Portrait of Arseny Tropinin, son of the artist』 (1818年頃)、『Portrait of the Writer and Historian N. M. Karamzin』 (1818年).

## アカデミー会員
1823年、トロピーニンは47歳を最後に自由市民になり、モスクワに移住した。同年、彼は『The Lace Maker』、『The Beggar』、『The Portrait of artist Skotnikov』といった絵画を帝国芸術アカデミーで発表し、画家の公式証明書(Svobodnyj Khudozhnik)を受け取った。トロピーニンは1824年にアカデミー会員に選出される。
1833年以来、彼はのちにモスクワ絵画彫刻建築学校になったモスクワにあるパブリックアートクラスで教鞭をとった。1843年、トロピーニンはモスクワ美術協会の名誉会員に選出される。彼は1857年に死没してヴァガンコボ墓地に葬られる。トロピーニンは生涯の間、3000以上もの肖像画を描いた。
1969年にモスクワでトロピーニン博物館が開館した。

## 作品

Vasily Tropinin's works
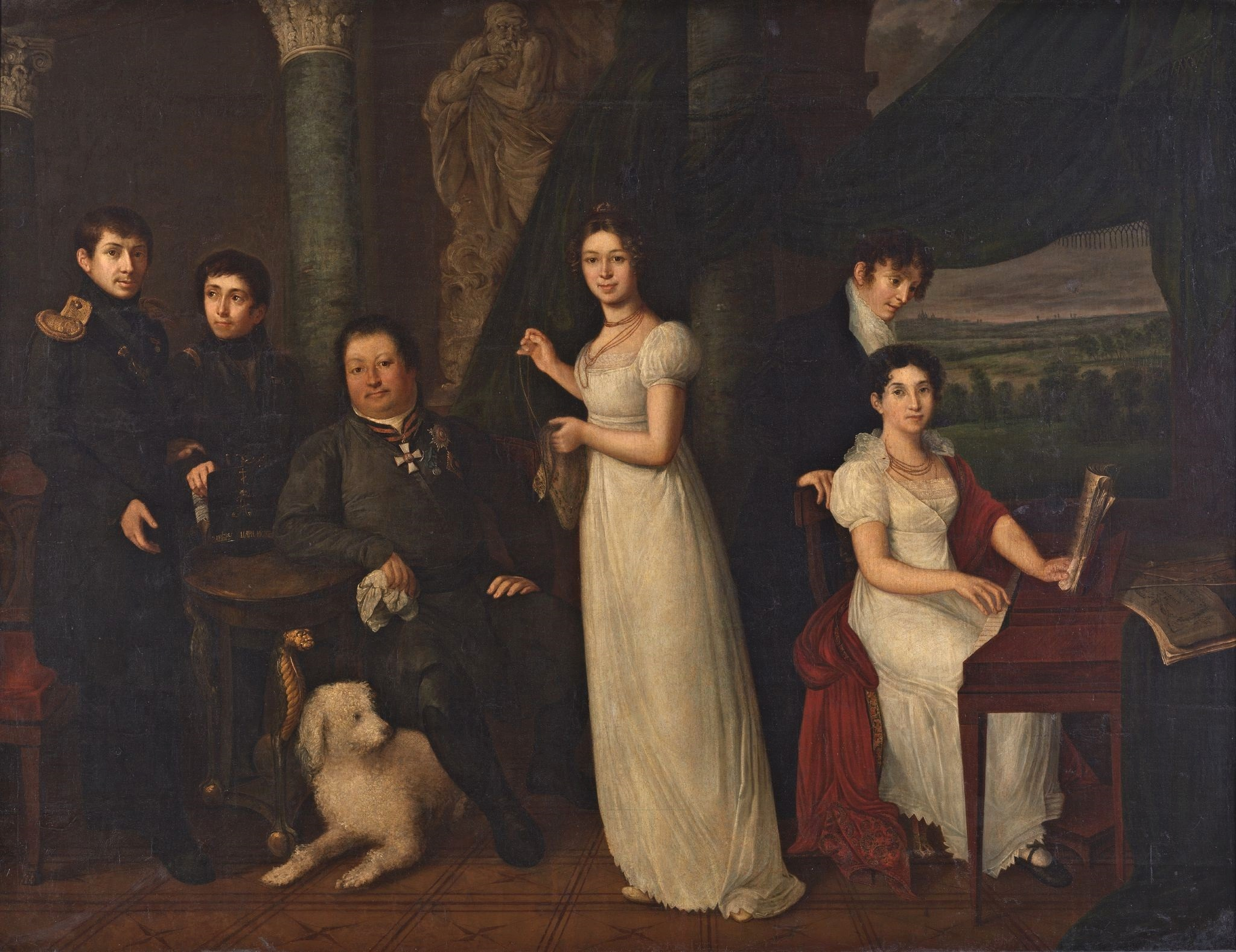
Family portrait of counts Morkovs, 1813
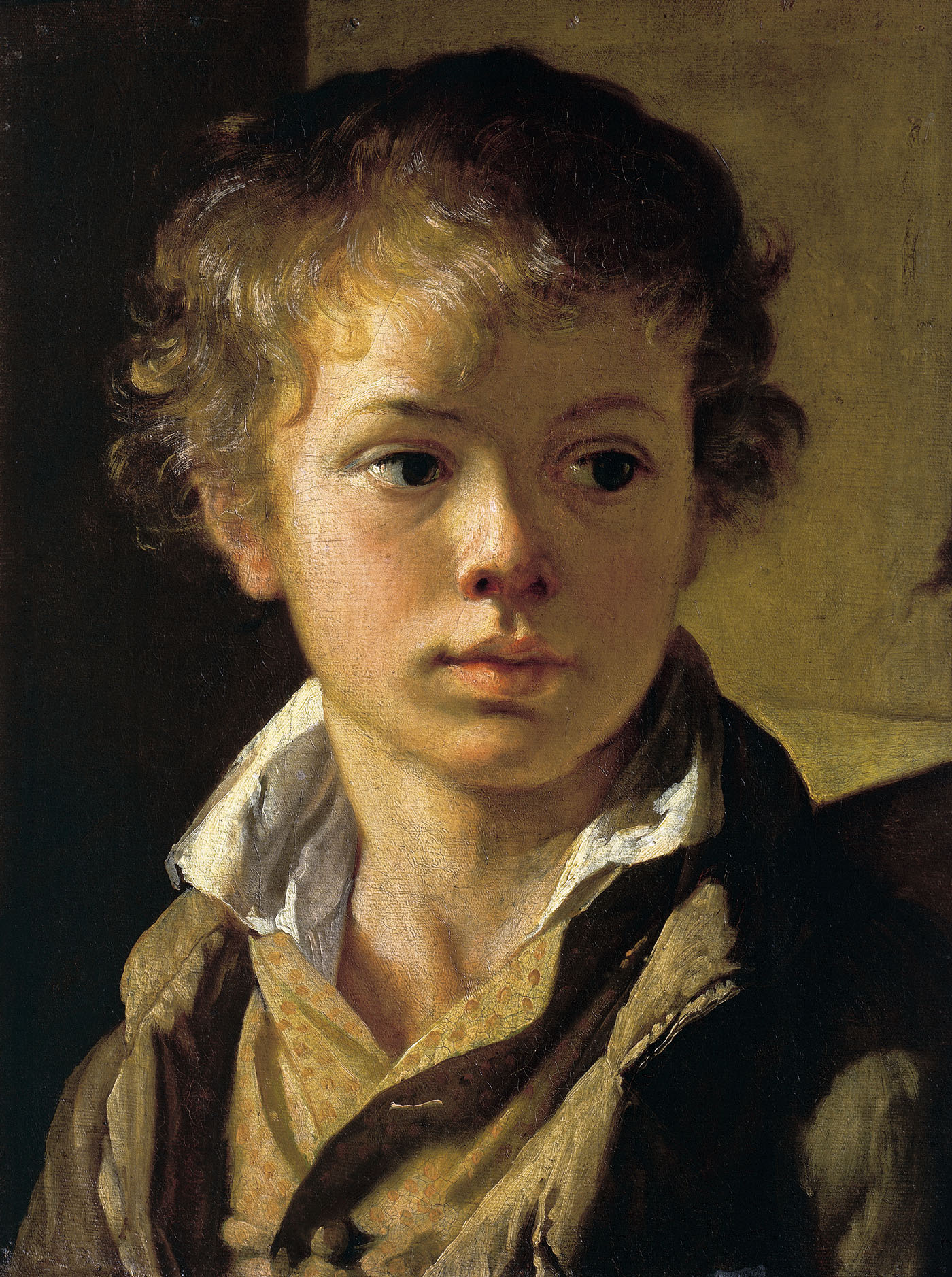
Portrait of Arseny Tropinin, son of the artist, 1818
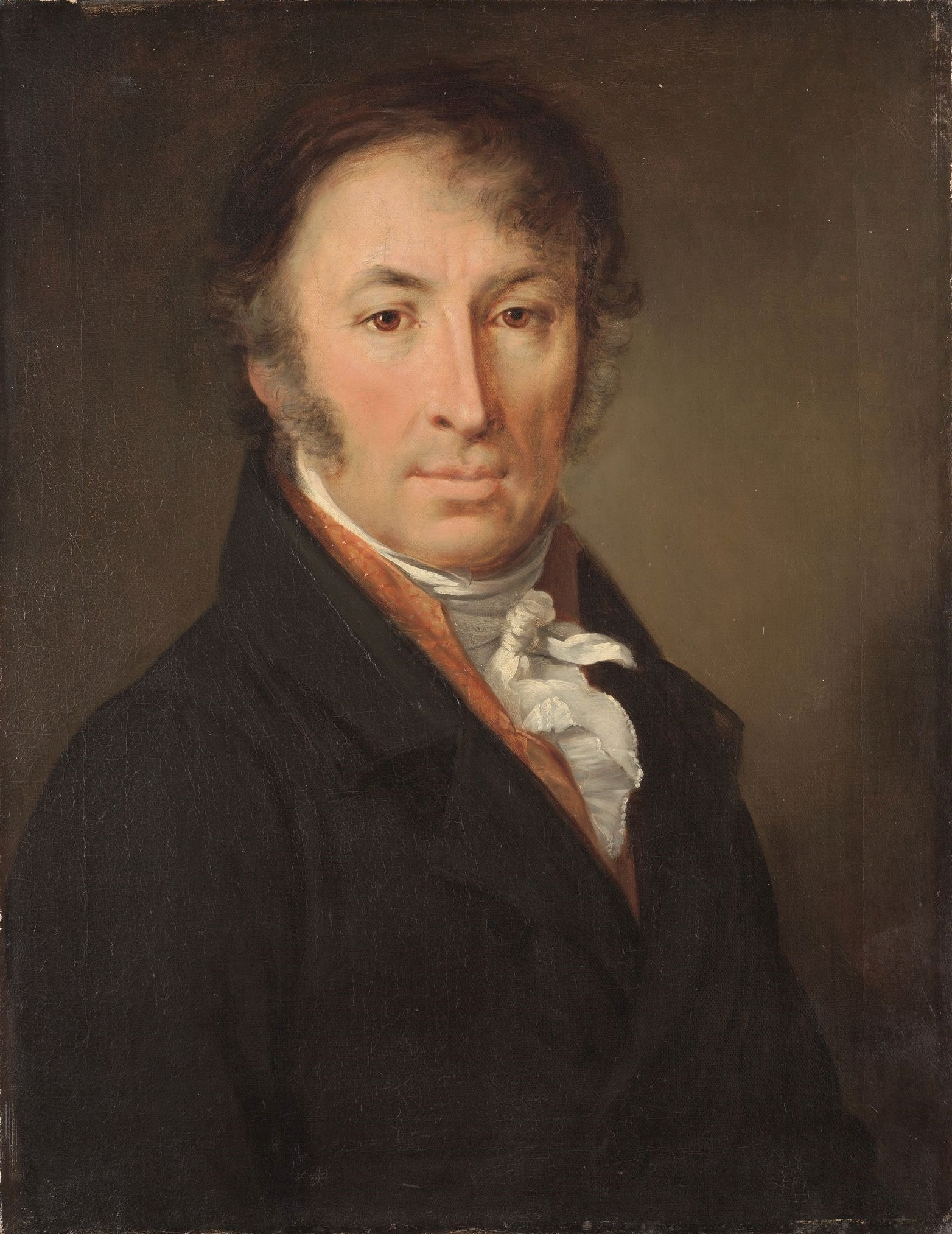
ニコライ・カラムジンの肖像, 1818
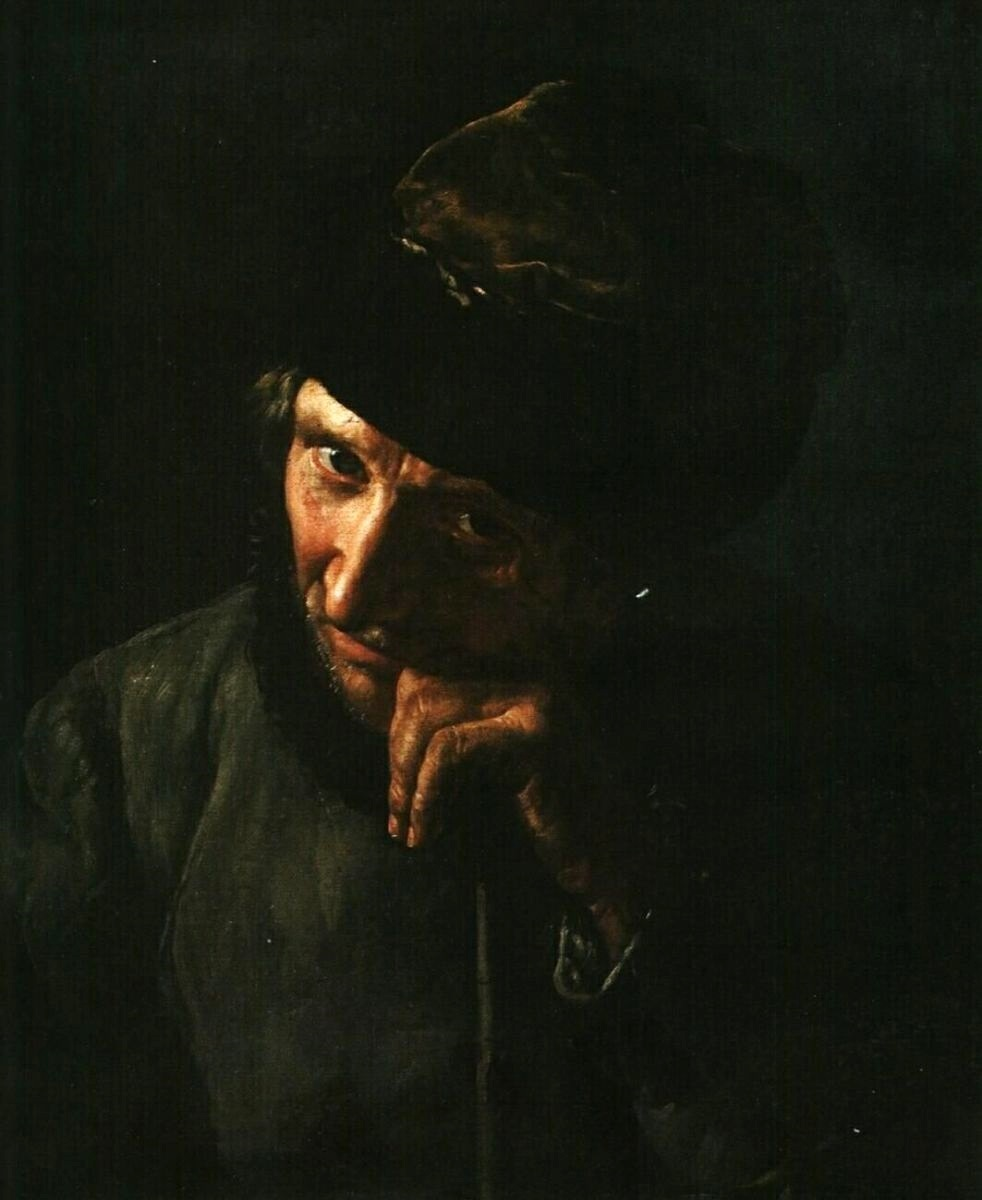
Coach 1820
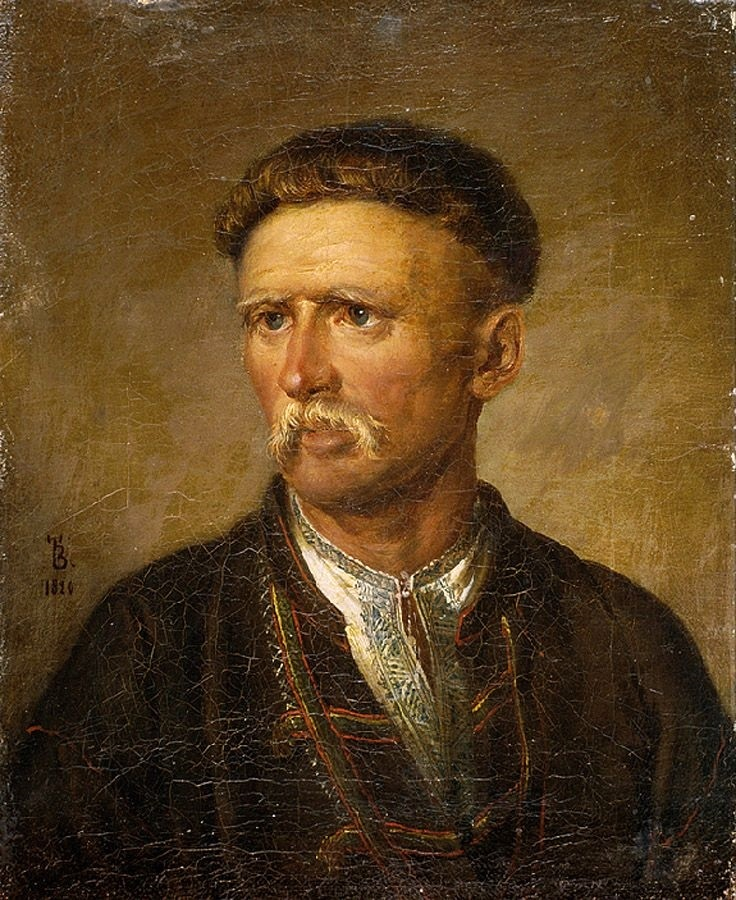
Ustym Karmeliuk, 1820s
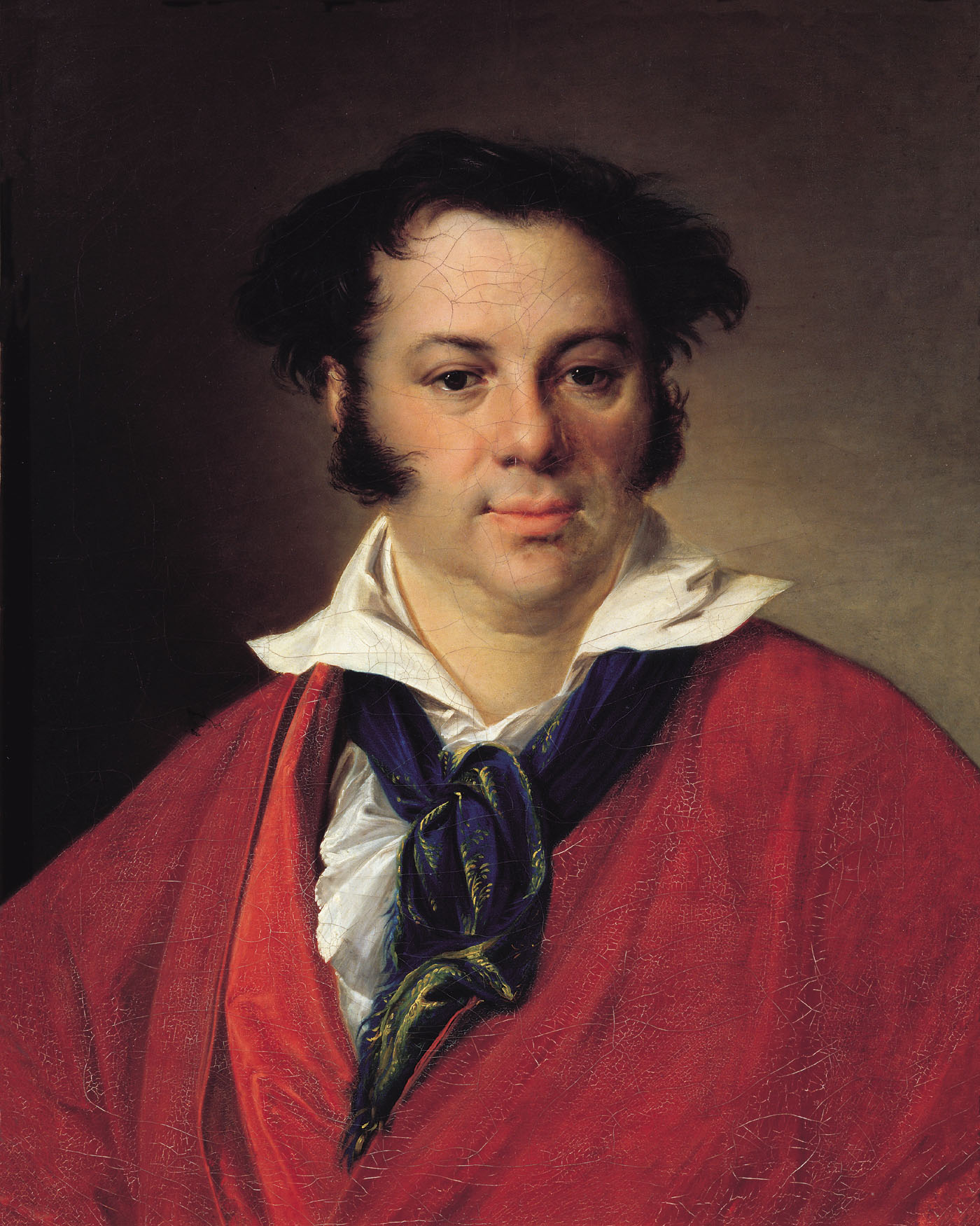
Konstantin Ravich, 1823
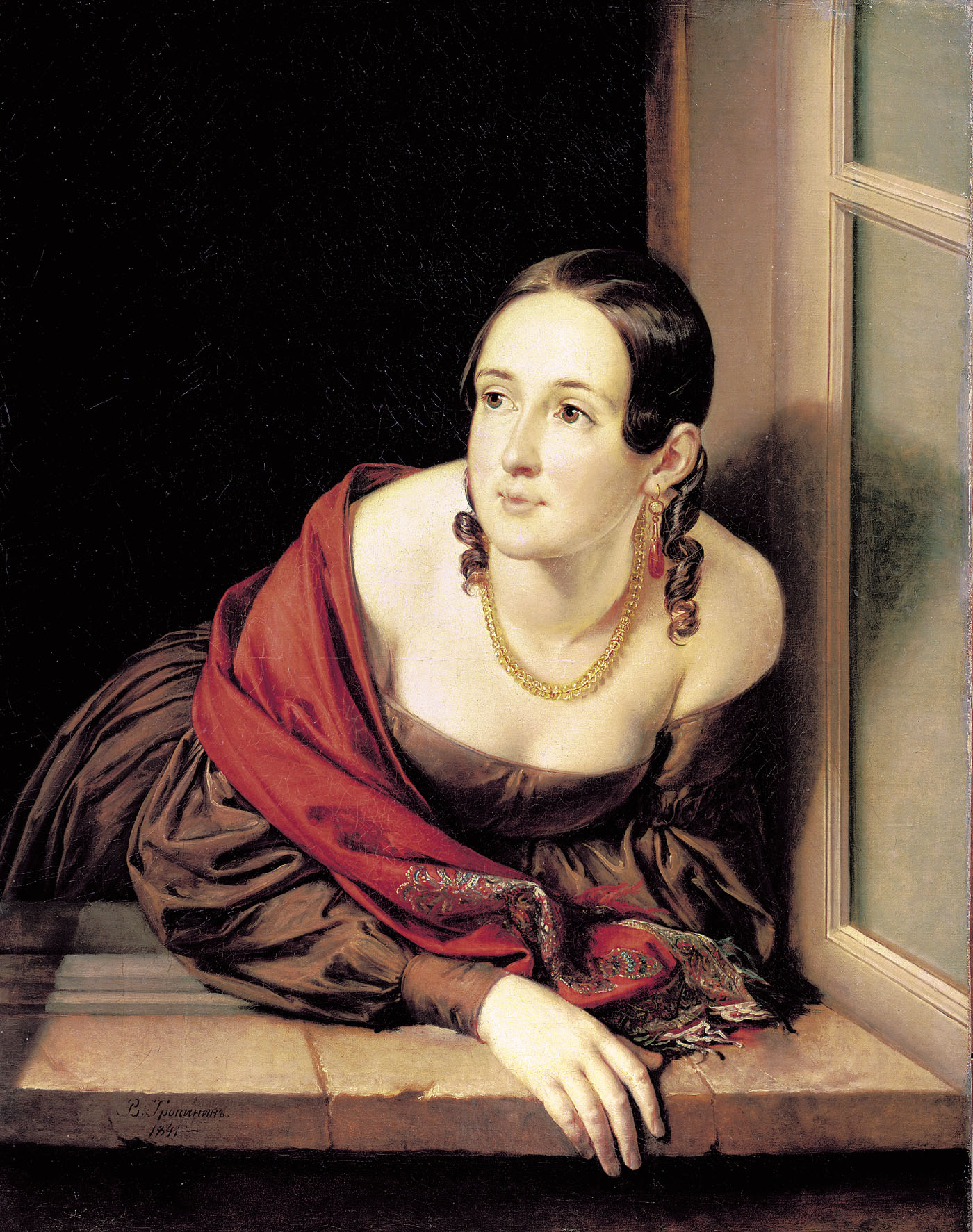
Woman at the window, 1841
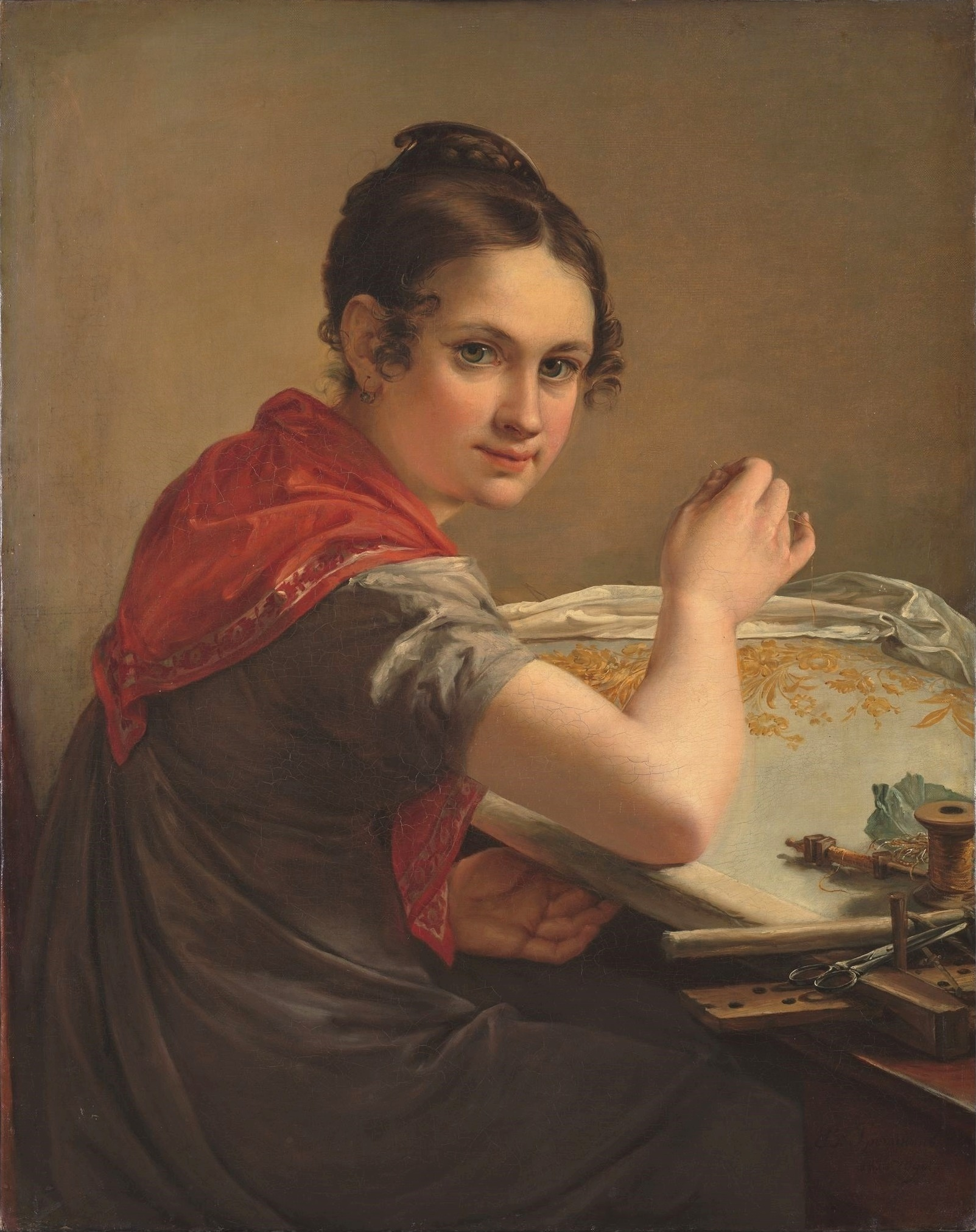
The Gold-Embroideress, 1826
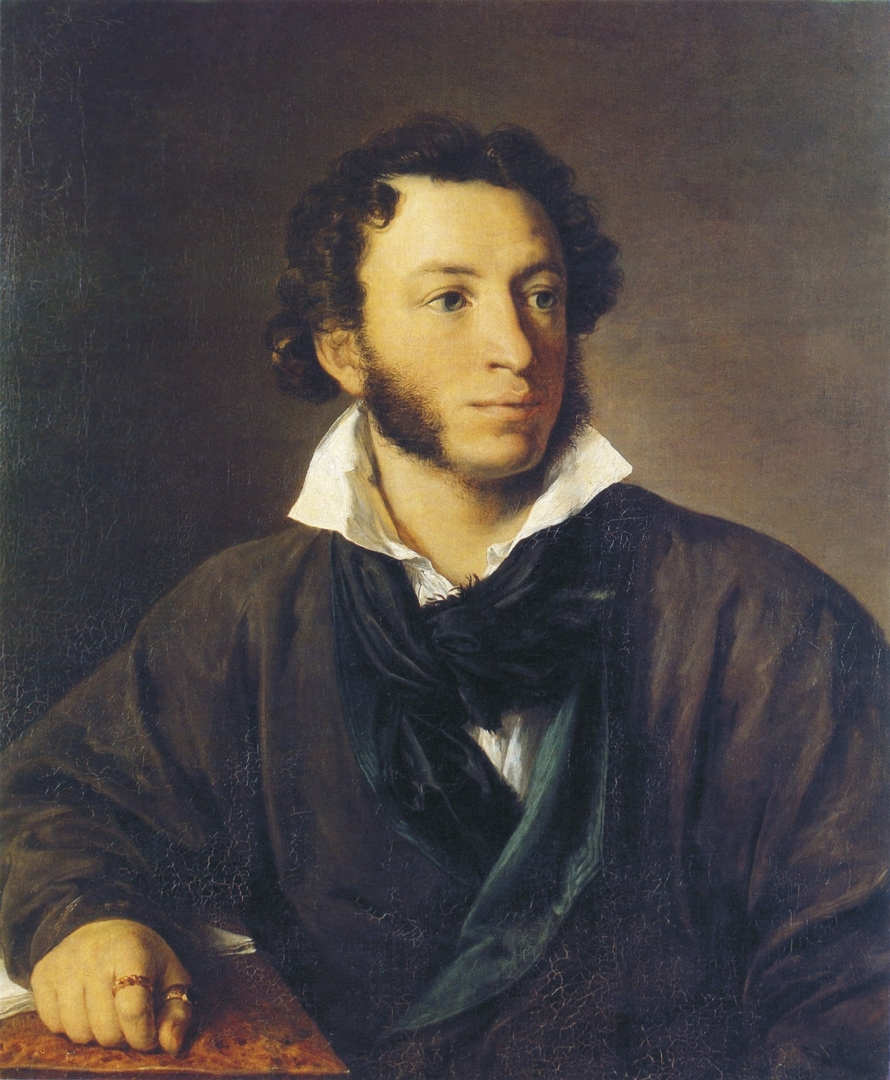
アレクサンドル・プーシキンの肖像, 1827
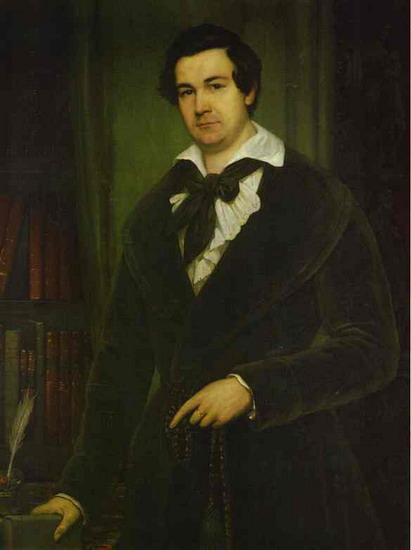
Portrait of Vasily Karatygin, 1842
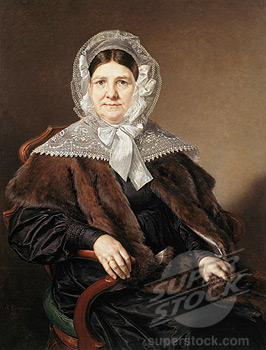
Portrait Of A.F. Mazurina, 1839